# Arctoconopa painteri
Arctoconopa painteri är en tvåvingeart som först beskrevs av Alexander 1929.  Arctoconopa painteri ingår i släktet Arctoconopa och familjen småharkrankar. Inga underarter finns listade i Catalogue of Life.